# Pseudovermilia fuscostriata
Pseudovermilia fuscostriata är en ringmaskart som beskrevs av ten Hove 1975. Pseudovermilia fuscostriata ingår i släktet Pseudovermilia och familjen Serpulidae. Inga underarter finns listade i Catalogue of Life.